# Тёмнополосая панака
Тёмнополосая панака (лат. Panaque nigrolineatus) — вид лучепёрых рыб из семейства кольчужных сомов, обитающий в Южной Америке. В среде аквариумистов известен как «панак чернолинейный», или «королевский сом».

## Описание
Общая длина достигает 43 см (в аквариуме — 30 см). Голова довольно большая, очень широкая. Глаза большие, выпуклые, с радужной оболочкой. Рот представляет собой большую и сильную присоску, расположен в нижней части головы. Есть 2 пары коротких усов. Туловище уплощённое, удлинённое, покрыто большими кожаными пластинками. Кишечник наделён симбиотическими бактериями, что способствует хорошему пищеварению. Спинной, грудные и хвостовой плавники большие и широкие, хорошо развиты. У самца на грудных плавниках есть шипики. Брюшные плавники немного уступают грудным по размеру. Жировой и анальный плавники маленькие.
Цвет изменчив, зависит от местности обитания, отсюда происходит деление на подвиды. Окраска обычно платиновая с чёрными или тёмно-коричневыми продольными волнообразными линиями. Они могут прерываться, превращаясь в пятна. Основной цвет может меняться до синевато-серого. Глаза золотисто-коричневые или красноватые. Непарные плавники — чёрные, с отдельными платино-жёлтыми лучами, верхние и нижние уголки хвостового плавника имеют жёлтую окраску. Некоторые особи имеют также полоски на плавниках и животе.

## Образ жизни
Это бентопелагическая рыба. Встречается в реках со средним течением и песчано-каменистым дном. Днём прячется в пещерках или под корягами. Активна в сумерках и ночью. Питается преимущественно водорослями (до 70 % рациона), а также мелкой рыбой, креветками, моллюсками, личинками. Способен переваривать древесину.
Продолжительность жизни до 10 лет.

## Размножение
Половая зрелость наступает в 2,5—3 года при размере 13-20 см. Растут медленно.

## Распространение
Является эндемиком Колумбии. Обитает в реках Каука и Магдалена.

## Разновидности
В среде аквариумистов существует несколько неописанных разновидностей панаков, которые очень похожи на Panaque nigrolineatus. Это могут быть региональные морфы, подвиды, или близкородственные виды. Они схожи основным окрасом, но различаются по форме и распределению полос и цветом плавников. К ним относятся:
- Panaque sp. cf. nigrolineatus «Тапажос» — «золотая линия» (40 см), полосы бежево-золотистого цвета;
- Panaque sp. cf. nigrolineatus «Токантинс» — полосы от тела тянутся на спинной, грудные и хвостовой плавники;
- Panaque sp. cf. nigrolineatus «Шингу» — полосы бежево-зеленоватого цвета, окантовка хвостового плавника желтоватая, длинные плавники, вытянутое рыло;
- Panaque sp. cf. nigrolineatus «Арбузный» — полосы чёрного цвета, глаза красного цвета;
- Panaque sp. cf. nigrolineatus «Оливковый» — полосы чёрного цвета, на хвостовом стебле превращаются в отдельные пятна, окраска более оливковая.

## Содержание в аквариуме
Можно содержать в общем аквариуме с большим количеством укрытий. Желательна циркуляция воды. Обязательно наличие натуральных растений, соскребая которые рыба получает необходимую целлюлозу. Оптимальные условия содержания: температура 22-28 °C, жёсткость 5-20°, рН 6,5-7,5. Корм преимущественно растительный, несколько раз в неделю добавляют замороженный мотыль, таблетки для сомов.

## Галерея

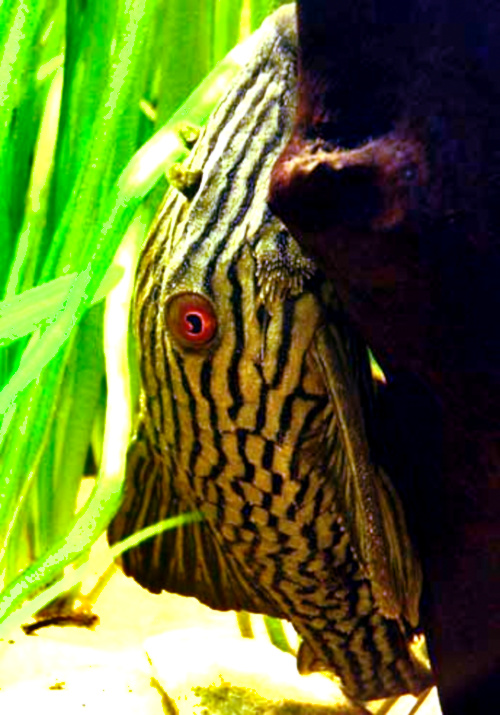
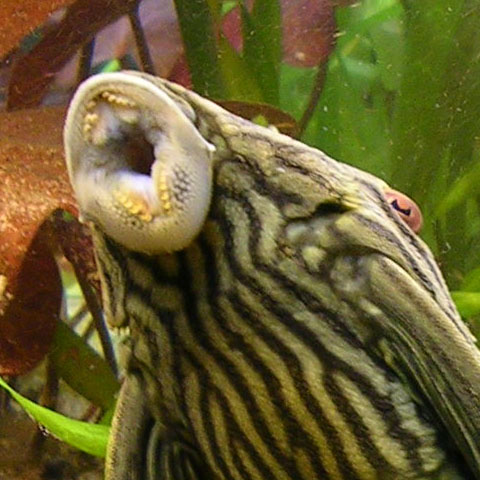
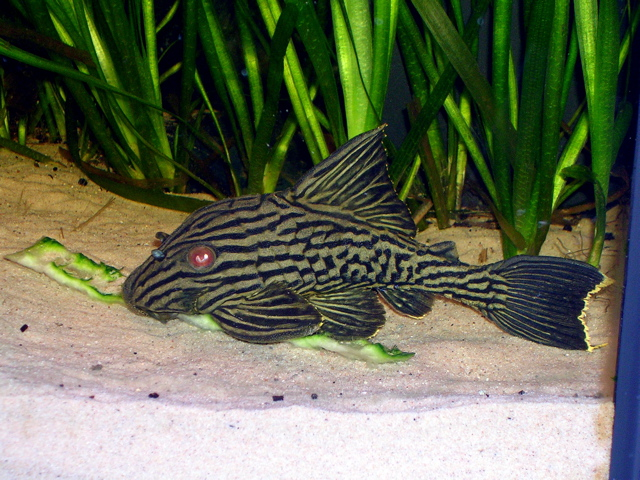
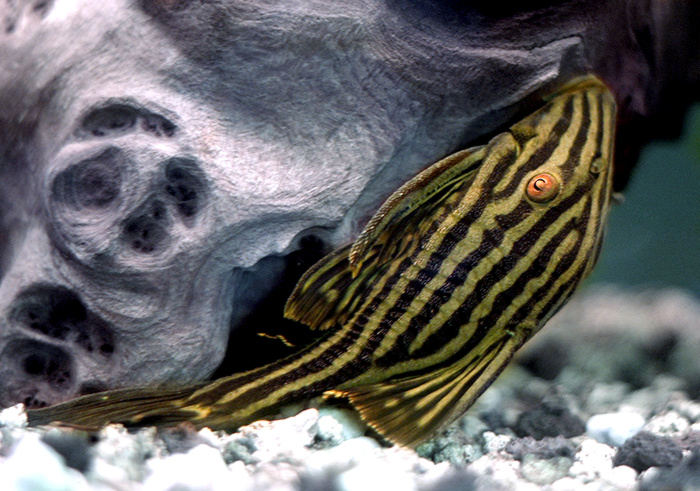